# ドライビングサービス (バス事業者)
株式会社ドライビングサービスは、岐阜県岐阜市に本社を置くバス事業者である。

## 委託路線
- 関市内巡回バス
- 岐阜競輪場送迎バス

など